# Rune Carlsson (football)
Pour les articles homonymes, voir Rune Carlsson et Carlsson.
Rune Carlsson (né le 1er octobre 1909 et mort le 14 septembre 1943) était un joueur de football suédois.

## Biographie

### Club
Pendant sa carrière de club, il évolue durant tout son parcours professionnel dans le club de l'IFK Eskilstuna.

### International
Au niveau international, il joue avec l'équipe de Suède pendant la coupe du monde 1934 en Italie, où son pays atteint les quarts-de-finale.